# Ludovico Vico
Ludovico Vico (Taranto, 11 febbraio 1952 – Grottaglie, 8 settembre 2021) è stato un politico italiano.

## Biografia
Nato a Taranto, ha vissuto a Matera.

### Elezione a deputato
È stato iscritto dapprima al PCI, per poi aderire al PDS, ai DS ed infine al Partito Democratico.
Alle elezioni politiche del 2006 viene eletto alla Camera dei Deputati, nella circoscrizione Puglia, nelle liste de L'Ulivo. Viene riconfermato deputato alle successive elezioni politiche del 2008 tra le file del Partito Democratico.
Ricandidato anche alle elezioni politiche del 2013, risulta il secondo dei non eletti nella circoscrizione Puglia.
Torna alla Camera dei Deputati il 18 marzo 2015, in seguito alle dimissioni dell'ex ministro Massimo Bray (che lo precedeva in lista) dalla carica di parlamentare.
Il 28 luglio 2017, in seguito all'approvazione definitiva della legge che sancisce l'obbligatorietà dei vaccini, viene aggredito assieme ai colleghi del PD Elisa Mariano e Salvatore Capone da alcuni manifestanti No-vax che stazionavano per protesta dinnanzi a Palazzo Montecitorio, costringendo i tre deputati a rifugiarsi in un'auto poi presa a calci e pugni dagli stessi manifestanti.